# Chiroqchi
Chiroqchi (cirillico: Чироқчи) è il capoluogo del distretto di Chiroqchi, nella regione di Kashkadarya in Uzbekistan. Ha una popolazione di circa 20.000 abitanti.